# MedlinePlus

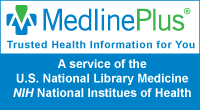
MedlinePlus

A MedlinePlus egy ingyenesen elérhető, megbízható honlap, amely széles körű egészségügyi információkat szolgáltat a pácienseknek, családtagjaiknak és egészségügyi szolgáltatóknak világszerte. A platformon megtalálhatók a National Library of Medicine, a National Institutes of Health (NIH), valamint más amerikai egészségügyi és kormányzati szervek által összeállított, ellenőrzött információk. A honlapot az amerikai National Library of Medicine hozta létre, és annak munkatársai végzik folyamatos karbantartását és fejlesztését. A MedlinePlus kínál spanyol nyelvű verziót is, amely hasonló, szakmailag ellenőrzött tartalommal szolgálja a spanyolul beszélő közösségeket. A webhely mobilbarát kialakítása révén okostelefonról és táblagépről is kényelmesen elérhető, támogatva a felhasználók gyors és könnyű hozzáférését a szükséges egészségügyi információkhoz. A legfrissebb statisztikák szerint évente már több mint 200 millióan keresik fel a MedlinePlus oldalait a világ minden tájáról, így a portál jelentős globális forrássá vált az egészségtudatos felhasználók számára.
A MedlinePlus az alábbi fő szolgáltatásokat kínálja:
- Több mint 1000 egészségügyi témát bemutató szócikket, valamint az ADAM Inc. orvosi enciklopédiáját, amely részletesen ismerteti a betegségeket, állapotokat és wellness problémákat, kiegészítve illusztrációkkal és magyarázatokkal.
- Gyógyszerinformációkat, beleértve a vényköteles és vény nélkül kapható gyógyszereket, adagolási útmutatókat, lehetséges mellékhatásokat és kölcsönhatásokat.
- Gyógynövényekről és étrend-kiegészítőkről szóló naprakész tudományos információkat, amelyek segítenek a biztonságos használatban.
- Kiterjedt orvosi szótárat, amely segíti a felhasználókat a szakszavak, rövidítések és diagnózisok értelmezésében.
- Egészségügyi híreket a Reuters-től és a HealthDay-től, valamint vezető orvosi szervezetek legfrissebb sajtóközleményeit és szakmai híreit.
- Katalógust, melyben az érdeklődő orvosok, fogorvosok, kórházak, klinikák, egészségügyi szolgáltatók és támogató szervezetek elérhetőségei is megtalálhatók.
- Sebészeti eljárásokat és anatómiai ismereteket bemutató videók, interaktív egészségügyi oktató animációk, valamint hanganyagok, amelyek segítséget nyújtanak az egészségmegőrzésben és a betegségek megértésében.
- Elektronikus egészségügyi nyilvántartó rendszerekhez kapcsolódó szolgáltatást, amely lehetővé teszi, hogy a betegek és egészségügyi szolgáltatók biztonságosan kapcsolódjanak releváns információkhoz vagy gyógyszer-adatbázisokhoz.
- A mobil oldal, amely hiteles egészségügyi információkat kínál a mobil internetfelhasználók egyre növekvő közösségének.

## Története
A National Library of Medicine eredetileg programjait és szolgáltatásait főként egészségügyi szakemberek számára alakította ki. Az 1990-es évek során azonban felismerte, hogy az internet térnyerésével a nagyközönség is fontos felhasználói csoporttá vált. Az új felhasználói csoportnak megbízható, közérthető és könnyen elérhető egészségügyi információkra volt szüksége, amelyeket bárki, orvosi előképzettség nélkül is megérthetett. A National Library of Medicine ezért 1998 októberében elindította a MedlinePlus szolgáltatást, amely azóta is folyamatosan bővülő tartalommal és szolgáltatásokkal áll rendelkezésre.
A MedlinePlus kezdetben 22 angol nyelvű egészségügyi témát kínált. Napjainkra azonban a honlap már több mint 1000 egészségügyi témát fed le részletesen angolul és spanyolul, illetve több mint 50 további nyelven is nyújt átirányításokat, forrásokat vagy összefoglalókat, ezzel támogatva a kulturális és nyelvi sokszínűséget.
Az oldal az évek során számos szakmai díjat és médiaelismerést szerzett kiemelkedő minősége, megbízhatósága és hasznossága miatt. A MedlinePlus folyamatosan kiváló eredményeket ér el az American Customer Satisfaction Index mérésein, és a felhasználói visszajelzések alapján is az egyik legmegbízhatóbb egészségügyi információs portálnak számít. Az oldal folyamatos fejlesztése során kiemelt figyelmet kap a korszerű design, az akadálymentesség és a felhasználói élmény javítása, hogy mindenki számára könnyen hozzáférhető és hasznos legyen a szolgáltatás.